# Arthur Wallis
Arthur Edwin Wallis (ur. 16 września 1887, zm. 21 listopada 1971) – brytyjski zapaśnik walczący w stylu wolnym. Olimpijczyk z Londynu 1908, gdzie zajął dziewiąte miejsce w wadze średniej.

## Letnie Igrzyska Olimpijskie 1908
| Konkurencja      | Rundy eliminacyjne     | Klas. końcowa |
| Konkurencja      | 1/8                    | Miejsce       |
| ---------------- | ---------------------- | ------------- |
| 73 kg styl wolny | Aubrey Coleman (GBR) P | 9.            |